# Reggane
Reggane es un municipio (baladiyah) de la provincia (vilayato) de Adrar en Argelia. En agosto de 2011 tenía una población censada de 20 402 habitantes.
Se encuentra ubicado al suroeste del país, en el desierto del Sahara.